# Ромео должен умереть
«Роме́о до́лжен умере́ть» (англ. Romeo Must Die) — американский боевик с боевыми искусствами. Режиссёрский дебют кинооператора Анджея Бартковяка.
Премьера в США состоялась 22 марта 2000 года.
Теглайн фильма: «In the city ruled by criminals, two families have forgotten their fear. He will make them remember».

## Сюжет
Между китайской мафией и афроамериканской бандой ведётся война за передел участков в Окленде.
Но однажды убивают младшего сына главы китайской мафии. Узнав об этом, старший брат Хан (Джет Ли), сбежав из гонконгской тюрьмы, решает найти убийцу. По приезде Хан встречает обворожительную Триш О’Дэй (Алия), с которой вместе решаются остановить кровавую войну за деление участков в Окленде и найти убийцу брата.

## Актёрский состав
| Актёр             | Роль        |
| ----------------- | ----------- |
| Джет Ли           | Хан Синг    |
| Алия              | Триш О’Дэй  |
| Исайя Вашингтон   | Мак         |
| Расселл Вонг      | Кай         |
| DMX               | Силк        |
| Делрой Линдо      | Исаак О’Дэй |
| Д. Б. Вудсайд     | Колин О’Дэй |
| Генри О           | Чу Синг     |
| Джон Кит Ли       | По Синг     |
| Эдоардо Баллерини | Винцент Рот |
| Энтони Андерсон   | Морис       |

## Дубляж
| Актёр               | Роль        |
| ------------------- | ----------- |
| Олег Вирозуб        | Хан Синг    |
| Ольга Голованова    | Триш О’Дэй  |
| Андрей Градов       | Мак         |
| Вячеслав Баранов    | Кай         |
| Борис Токарев       | Силк        |
| Владимир Ерёмин     | Исаак О'Дэй |
| Олег Куценко        | Колин О'Дэй |
| Виктор Петров       | Чу Синг     |
| Никита Прозоровский | Винцент Рот |
| Леонид Белозорович  | Морис       |

## Саундтрек
Саундтрек к фильму под названием «Romeo Must Die: The Album» был выпущен 28 марта 2000 года на Blackground Records. Состоит из хип-хоп/R&B-песен. Саундтрек разошёлся тиражом 1,5 миллионов копий в США. Спродюсирован Алией, Тимбалэндом, Бэрри Хэнкерсоном и Джомо Хэнкерсоном. Записан в 1999—2000 гг. с участием Алии, а также с Чанте Мур, «Destiny’s Child», Ginuwine, Джо, «Timbaland & Magoo» и другими. Саундтрек содержит три сингла: поп-хит номер один «Try Again», исполненный Алией, дуэт Алии и DMX’а «Come Back in One Piece» и «We At It Again» дуэта «Timbaland & Magoo», который был записан совместно с младшим братом Тимбалэнда, рэпером Sebastian’ом, который и помог обратить внимание аудитории на песню.

### Трек-лист
1. «Try Again» — (Aaliyah)
2. «Come Back in One Piece» — (Aaliyah featuring DMX)
3. «Rose in a Concrete World» (J Dub Remix) — (Joe)
4. «Rollin’ Raw» — (B.G. from Ca$h Money)
5. «We At It Again» — (Timbaland & Magoo)
6. «Are You Feelin’ Me?» — (Aaliyah)
7. «Perfect Man» — (Destiny’s Child)
8. «Simply Irresistible» — (Ginuwine)
9. «It Really Don’t Matter» — (Confidential)
10. «Thugz» — (Mack 10 featuring The Comrades)
11. «I Don’t Wanna» — (Aaliyah)
12. «Somebody’s Gonna Die Tonight» — (Dave Bing featuring Lil’ Mo)
13. «Woozy» — (Playa)
14. «Pump the Brakes» — (Dave Hollister)
15. «This Is a Test» — (Chanté Moore)
16. «Revival» — (Non-A-Miss)
17. «Come On» — (Blade)
18. «Swung On» — (Stanley Clarke featuring Politix)

## Номинации
Фильм получил три номинации на премию «MTV Movie Awards 2001» в категориях «Лучшая драка», «Женский прорыв года» (Алия) и «Лучшая женская роль» (Алия).